# Phoenicurus
Phoenicurus – rodzaj ptaków z podrodziny kląskawek (Saxicolinae) w obrębie rodziny muchołówkowatych (Muscicapidae).

## Zasięg występowania
Rodzaj obejmuje gatunki występujące w Eurazji i Afryce.

## Morfologia
Długość ciała 12–19 cm; masa ciała 12–42 g.

## Systematyka

### Etymologia
- Phoenicurus: łac. phoenicurus „pleszka”, od gr. φοινικουρος phoinikouros „pliszka”, od φοινιξ phoinix, φοινικος phoinikos „karmazynowy, czerwony”; -ουρος -ouros „-ogonowy”, od ουρα oura „ogon”[8].
- Chaimarrornis: gr. χειμαρρος kheimarrhos „strumień”; ορνις ornis, ορνιθος ornithos „ptak”[9]. Gatunek typowy: Phoenicura leucocephala Vigors, 1831.
- Adelura: gr. αδηλος adēlos „ciemny”, od negatywnego przedrostka α- a-; δηλος dēlos „widoczny”; ουρα oura „ogon”[10]. Gatunek typowy: Phoenicura caeruleocephala Vigors, 1831.
- Rhyacornis: gr. ῥυαξ rhuax, ῥυακος rhuakos „potok”, od ῥεω rheō „pływać”; ορνις ornis, ορνιθος ornithos „ptak”[11]. Gatunek typowy: Phoenicura fuliginosa Vigors, 1831.

### Podział systematyczny
Do rodzaju należą następujące gatunki:
- Phoenicurus erythronotus (Eversmann, 1841) – pleszka ałtajska
- Phoenicurus frontalis Vigors, 1831 – pleszka modra
- Phoenicurus schisticeps (J.E. Gray & G.R. Gray, 1847) – pleszka białogardła
- Phoenicurus coeruleocephala Vigors, 1831 – pleszka szarawa
- Phoenicurus fuliginosus Vigors, 1831 – pleszka śniada
- Phoenicurus bicolor (Ogilvie-Grant, 1894) – pleszka nadwodna
- Phoenicurus leucocephalus Vigors, 1831 – pleszka białogłowa
- Phoenicurus alaschanicus (Przevalski, 1876) – pleszka rdzawogardła
- Phoenicurus ochruros (S.G. Gmelin, 1774) – kopciuszek zwyczajny
- Phoenicurus moussieri (Olphe-Galliard, 1852) – pleszka algierska
- Phoenicurus phoenicurus (Linnaeus, 1758) – pleszka zwyczajna
- Phoenicurus auroreus (Pallas, 1776) – pleszka chińska
- Phoenicurus erythrogastrus (Güldenstädt, 1775) – pleszka kaukaska
- Phoenicurus hodgsoni (F. Moore, 1854) – pleszka szarogrzbieta